# أفق (قمر صناعي)

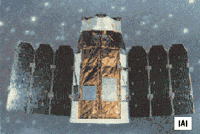
القمر الصناعي الإسرائيلي "أفق 3 ".

أفق (אופק بالعبرية) اسم يطلق على سلسلة معينة من الاقمار الصناعية العديدة التي تم اطلاقها من قبل إسرائيل.
أطلقت تلك السلسلة من الأقمار من خلال قاعدة بلماخيم الجوية عن طريق صاروخ حامل شافيت الإسرائيلي في إتجاه المسار الدورانى (مسار دوران الحركة التراجعية).
ان التكاليف الفعلية لتلك الاقمار تتزايد مع مواد التشغيل (الوقود)، غير أن الوقود المستخدم مع تلك الاقمار يظهر في استعماله مزايا محدودة، حيث تسقط مخلفات الوقود الخاص بتلك الأقمار في البحر المتوسط بدلًا من المناطق المأهولة بالسكان.

## خط زمني لتجارب إطلاق أقمار «أفق»
- أطلق القمر أفق 1 في 19 سبتمبر 1988، في مدار أقرب نقطة فيه للأرض على بعد 249 كيلومتر وأبعد نقطة 1149 كيلومتر بانحناء قدره 142.9 درجة وكان وزنه 155 كيلوغراما. كان من أهم وظائفه اختبار الخلايا الشمسية التي كان يحملها وإجراء تجارب في الاتصالات.
- في 3 أبريل 1990 أطلق أفق 2 في مدار أبعد نقطة فيه عن الأرض 251 كيلومتر وأقرب نقطة 149 كلم بانحناء قدره 143.2 درجة وذلك لإجرء اختبارات في الاتصالات.
- في 15 سبتمبر 1994 أطلق قمر من ضمن سلسلة «أفق» ولكن العملية كانت فاشلة.
- كل الأقمار التي أطلقت بعد القمر أفق 3 أي بعد 5 أبريل 1995 كانت لغرض التجسس.
- في سنة 1998 باءت محاولة إطلاق أفق 4 بالفشل.
- في 28 مايو 2002 أطلق أفق 5 وهو قمر صناعي عسكري لأغراض التجسس يزن 300 كلغ. يدور هذا القمر في مدار أبعد نقطة فيه 774 كلم وأقرب نقطة للأرض 262 بانحناء قدره 143.5 درجة، ثم تم تصحيح المدار لتصير أبعد نقطة 771 وأقرب نقطة 369 كم.
- في 6 سبتمبر 2004 لم تنجح عملية إطلاق أفق 6.
- في 11 يونيو 2007 أطلقت إسرائيل أفق 7 للتجسس على إيران وسوريا.
- في 22 يونيو 2010، أطلق أفق 8 لمراقبة مشروع إيران النووي.

## اقرأ أيضا
- إم كيو-1 بريداتور
- إم كيو-9 ريبر
- بانثر (طائرة)
- هيرون ، طائرة إسرائيلية
- هاروب (طائرة)
- طائرة دون طيار
- شافيت
- أيتان (طائرة) إسرائيلية